# Понд-Інлет
Понд-Інлет (англ. Pond Inlet, інуктитут, ᒥᑦᑎᒪᑕᓕᒃ Mittimatalik) — село у Канаді у регіоні Кікіктаалук території Нунавут. Населення села становить 1549 людини.
У селі є аеропорт (англ. Pond Inlet Airport).

## Географія
Розташовується на північному березі острова Баффінова Земля навпроти острова Байлот

### Клімат
Село знаходиться у зоні, котра характеризується кліматом полярних пустель. Найтепліший місяць — липень із середньою температурою 5 °C (41 °F). Найхолодніший місяць — лютий, із середньою температурою -32.8 °С (-27 °F).
| Клімат Понд-Інлета      | Клімат Понд-Інлета | Клімат Понд-Інлета | Клімат Понд-Інлета | Клімат Понд-Інлета | Клімат Понд-Інлета | Клімат Понд-Інлета | Клімат Понд-Інлета | Клімат Понд-Інлета | Клімат Понд-Інлета | Клімат Понд-Інлета | Клімат Понд-Інлета | Клімат Понд-Інлета | Клімат Понд-Інлета |
| Показник                | Січ.               | Лют.               | Бер.               | Квіт.              | Трав.              | Черв.              | Лип.               | Серп.              | Вер.               | Жовт.              | Лист.              | Груд.              | Рік                |
| Середній максимум, °C   | −27                | −29                | −25                | −16                | −3                 | 4                  | 8                  | 7                  | 1                  | −6                 | −17                | −10,6              | −10                |
| Середня температура, °C | −31                | −33                | −30                | −21                | −7                 | 1                  | 5                  | 4                  | 0                  | −9                 | −21                | −28                | −14                |
| Середній мінімум, °C    | −35                | −37                | −34                | −25                | −12                | −1                 | 1                  | 1                  | −2                 | −12                | −24                | −32                | −17                |
| Норма опадів, мм        | 5                  | 5                  | 5                  | 6                  | 5                  | 9                  | 29                 | 21                 | 17                 | 14                 | 11                 | 6                  | 133                |
| ----------------------- | ------------------ | ------------------ | ------------------ | ------------------ | ------------------ | ------------------ | ------------------ | ------------------ | ------------------ | ------------------ | ------------------ | ------------------ | ------------------ |
| Джерело: Weatherbase    |                    |                    |                    |                    |                    |                    |                    |                    |                    |                    |                    |                    |                    |

## Назва
Ескімоська назва Міттіматалік  означає «місце могили Міттіми».

## Населення
Населення села Понд-Інлет за переписом 2011 року становить 1549 людини і для нього характерним є зростання у період від переписів 2001 й 2006 років:
- 2001 рік — 1220 осіб,[6]
- 2006 рік — 1315 особи,[6]
- 2011 рік — 1549 осіб.[2]

Дані про національний склад населення, рідну мову й використання мов у селі Кейп-Дорсет, отримані під час перепису 2011 року, будуть оприлюднені 24 жовтня 2012 року. Перепис 2006 року дає такі дані:
- корінні жителі – 1215 осіб,
- некорінні - 15 осіб.

| Мова              | Кількість населення, осіб |
| Тільки англійська | 100                       |
| Тільки французька | 10                        |
| Інша мова (мови)  | 1215                      |

| Мова                                          | Кількість населення, осіб |
| Тільки англійська                             | 1180                      |
| Тільки французька                             | 0                         |
| Французька і англійська                       | 30                        |
| Не володіють ані англійською, ані французькою | 105                       |

| Мова                         | Кількість населення, осіб |
| Англійська                   | 170                       |
| Французька                   | 0                         |
| Неофіційна мова              | 1140                      |
| Англійська і неофіційна мови | 10                        |

| Мова                         | Кількість населення, осіб |
| Англійська                   | 275                       |
| Неофіційна мова              | 355                       |
| Англійська і неофіційна мови | 10                        |

## Природа
В районі села водяться білі ведміді, тундрові карібу, нарвали, тюлені, моржі та кити.
Національний парк Сермілик розташований біля Понд-Інлет.